# Marañónsparv
Marañónsparv (Arremon nigriceps) är en fågelart i familjen amerikanska sparvar inom ordningen tättingar.

## Utbredning och systematik
Marañónsparven förekommer endast i nordvästra Peru i övre Marañóndalen). Den kategoriserades tidigare som underart av svartkronad sparv (Arremon abeillei), men urskiljs sedan 2016 som egen art av Birdlife International och IUCN, sedan 2024 även av IOC.

## Status
Den kategoriseras av IUCN som nära hotad.